# Île Marc
Île Marc − jedna z wysp Archipelagu Arktycznego w kanadyjskim terytorium Nunavut. Znajduje się na południe od wyspy Massey i na zachód od wyspy Alexander.